# Koninklijke Saoedische luchtmacht
De Koninklijke Saoedische luchtmacht (Arabisch: القوات الجوية الملكية السعودية) is de luchtmacht van het koninkrijk Saoedi-Arabië. De slagkracht van de luchtmacht is zeer groot. De oliestaat heeft de laatste decennia zwaar geïnvesteerd in modern en hoogtechnologisch materieel. De ruggengraat van 's lands luchtverdediging wordt gevormd door de Panavia Tornado, de F-15 Eagle en meer recent ook de Eurofighter Typhoon.

## Geschiedenis

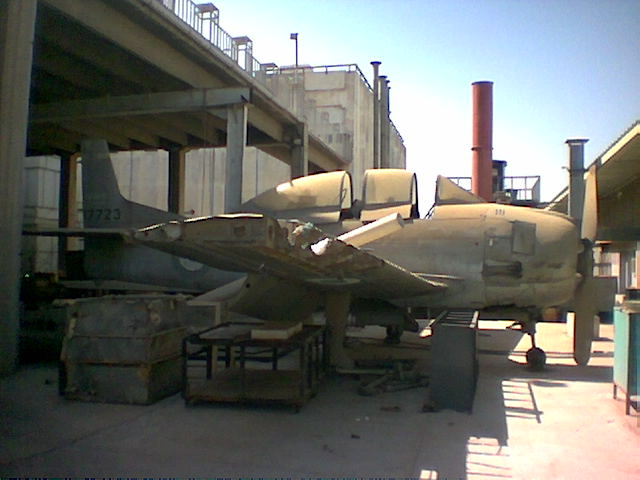
Een Saoedische T-28A Trojan uit de jaren 1950, jan 2007.

De voorloper van de Saoedische luchtmacht werd reeds medio jaren 1920 met Britse steun gevormd. In 1950 werd de luchtmacht omgevormd tot de huidige Koninklijke Saoedische luchtmacht. Vanaf 1952 kreeg ze ondersteuning van de Verenigde Staten die zelf gebruik mochten maken van de basis in Dhahran. Als bondgenoot van het westen kon Saoedi-Arabië haar luchtmacht met modern westers materieel uitrusten dat voornamelijk in het Verenigd Koninkrijk en de VS aangeschaft werd en wordt. Naast gevechtsvliegtuigen en transportvliegtuigen schaft de luchtmacht ook een gamma passagiersvliegtuigen aan voor reizen van de Saoedische koninklijke familie. In 2006 kocht het koninkrijk nog 72 Eurofighter Typhoons ter vervanging van haar Panavia Tornado's. Twee jaar later bestelde het land een aantal Airbus A330 MRTT-luchttankers.

## Luchtmachtbases
Op volgende kaart zijn de bases van de Saoedische luchtmacht gemarkeerd:
AbhaMinisterie: Vertol 107
Al-Kharj - Luchtmachtbasis Prins SultanE-3 Sentry, KC-130
Dhahran - Luchtmachtbasis Koning Abdullah AzizLuchtmacht: F-15, Panavia Tornado
Bae Jetstream
Bell 412
Ministerie: Vertol 107
Jeddah - Luchtmachtbasis Prins AbdullahLuchtmacht: C-130
Ministerie: Vertol 107
Hafar Al-Batin - Militaire Stad Koning KhalidLuchtmacht: Bell 212
Landmacht: Bell 406, Black Hawk
Khamis Mushayt - Luchtmachtbasis Koning KhalidF-15, F-5
AS-532, Bell 212, Bell 412
Riyad - Luchtmachtbasis Koning KhaledLuchtmacht: C-130, CN-235, BAe 125, A340, B707, B734, B747, B757, L-1011, MD11, G1159, L-100, Cessna 550, Beech 300
Cessna F172, Super Mushshak, PC-9
Bell 212, S-70
Ministerie: Vertol 107, S-92
Tabuk - Luchtmachtbasis Koning FaisalBAe Hawk, Panavia Tornado, F-15
Taif - Luchtmachtbasis Koning FahdF-5, F-15, Eurofighter Typhoon
Bell 212, Bell 412
Marinebasis Koning FaisalSA-365, AS-332
Marinebasis Koning Abdul AzizSA-365

## Inventaris

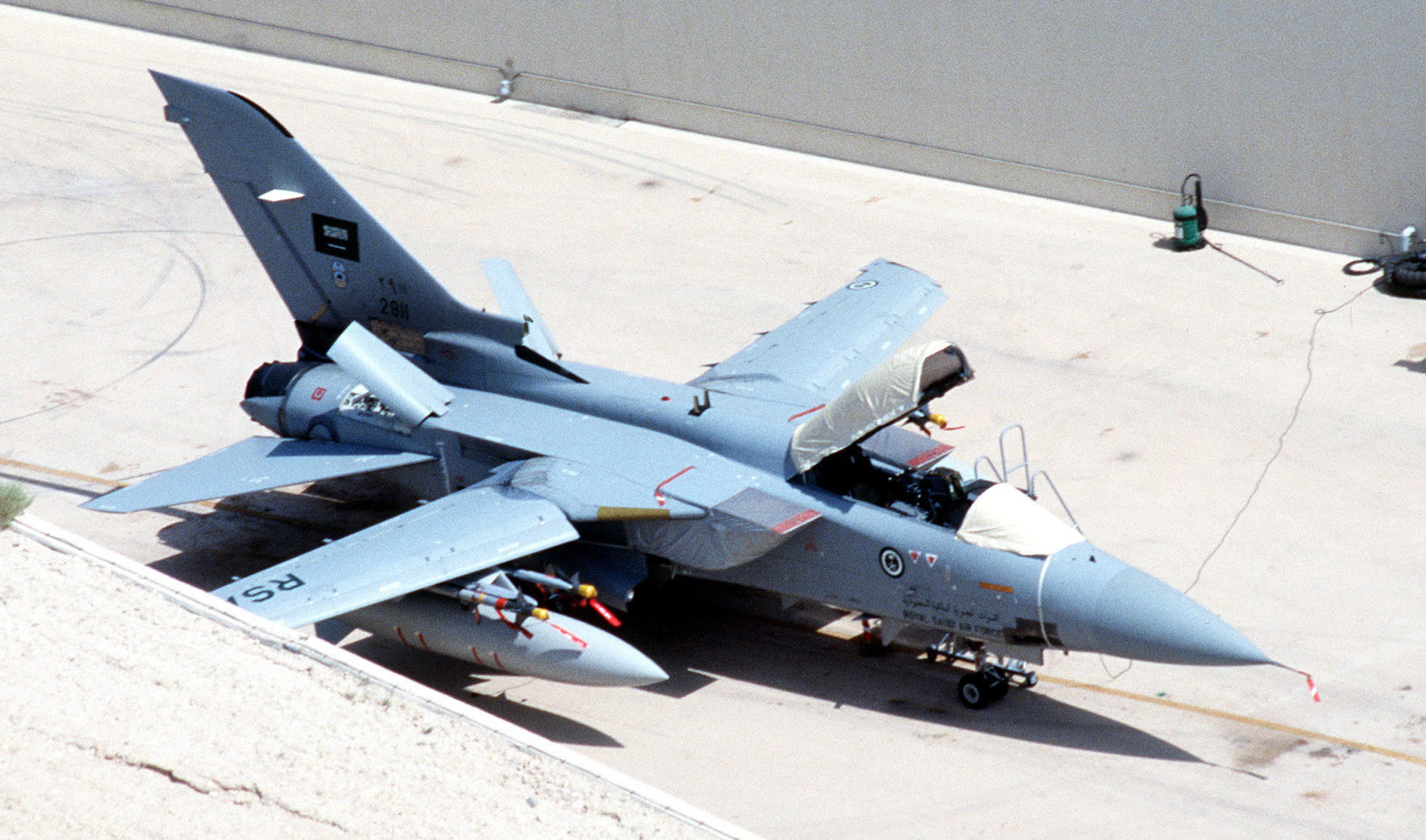
Een Saoedische Panavia Tornado, Operatie Desert Shield, jan 1991.

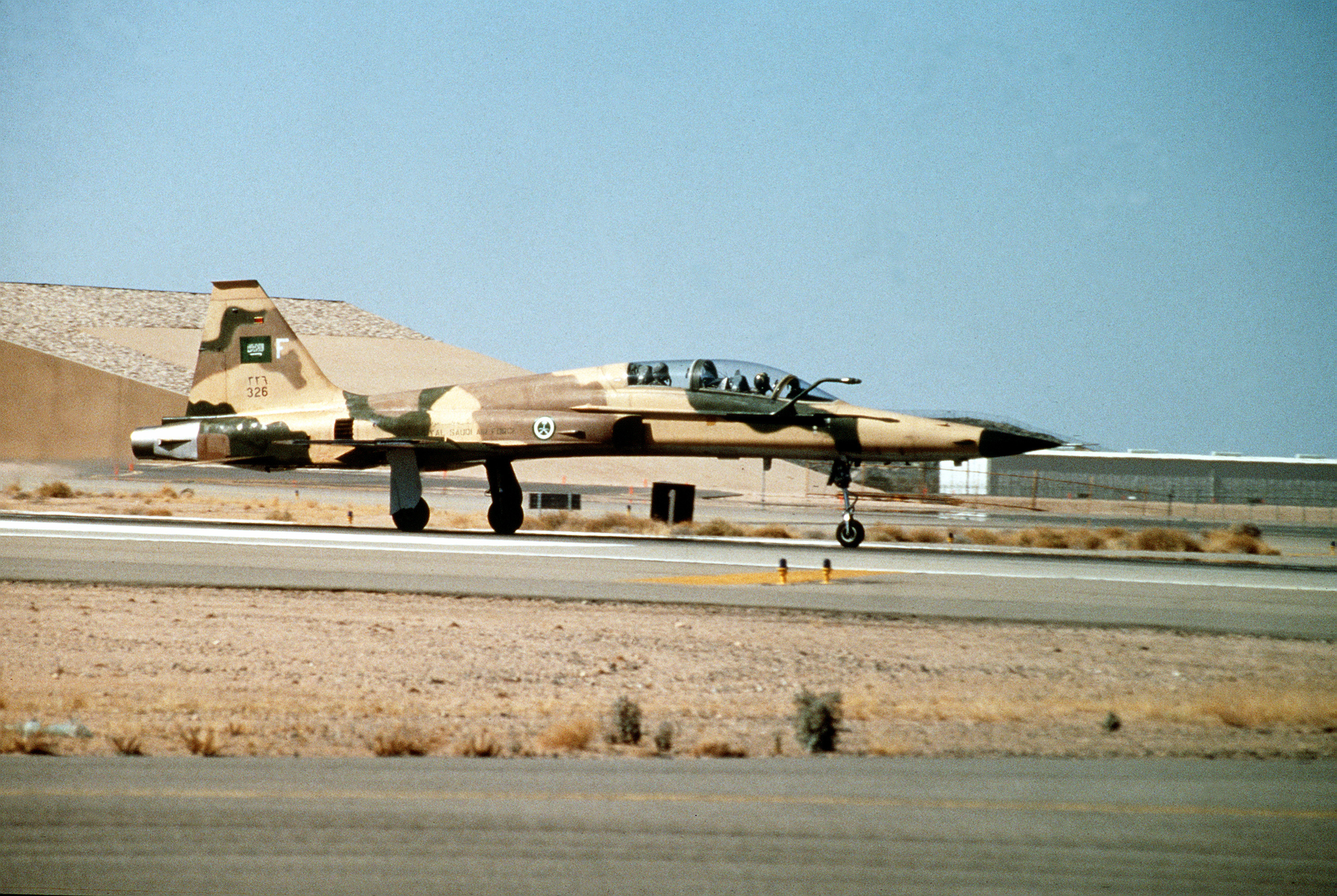
Een Saoedische F-5 ten tijde van Operatie Desert Shield, 1992.

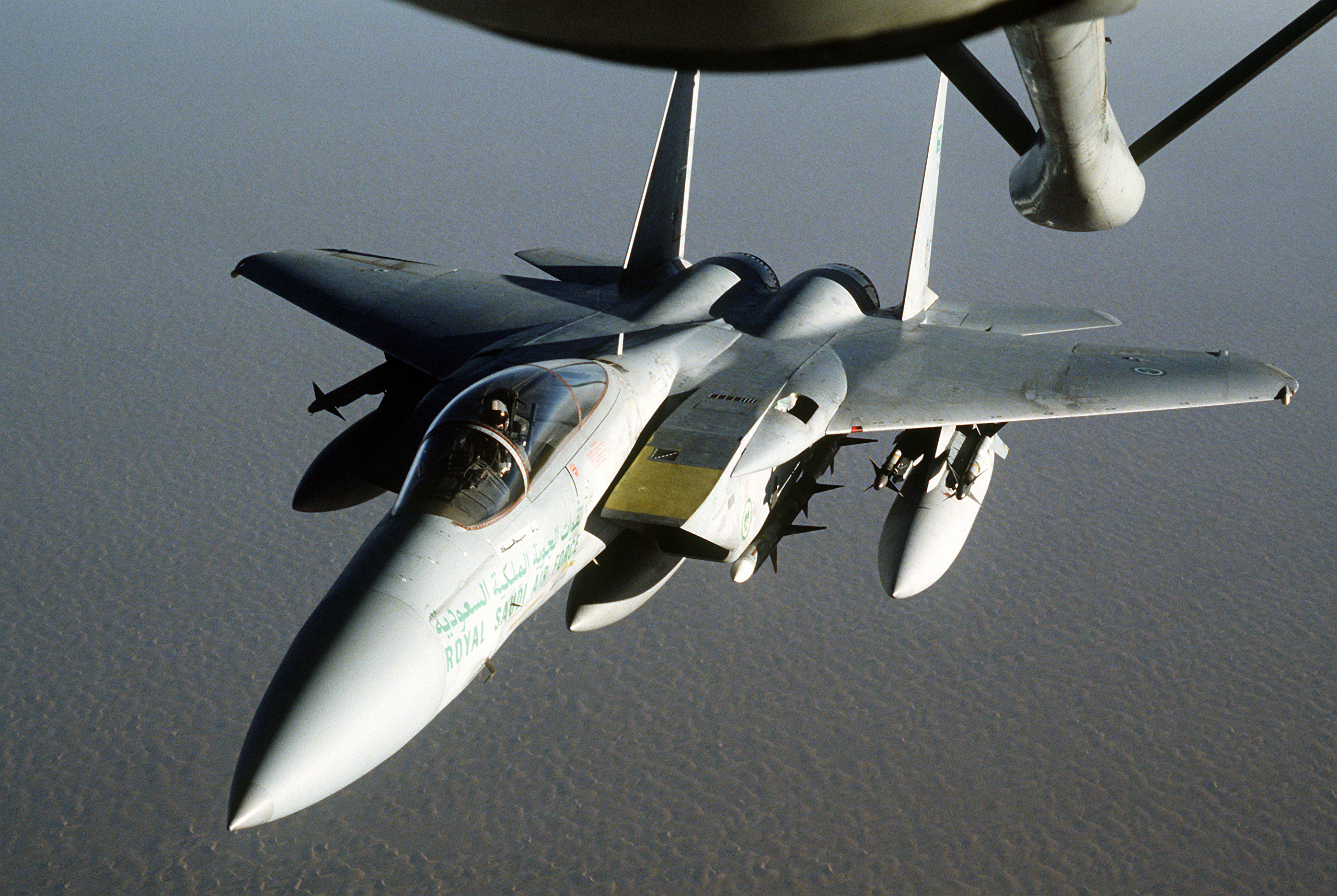
Een Saoedische F-15 onder een luchttanker tijdens Operatie Desert Shield, mei 1992.

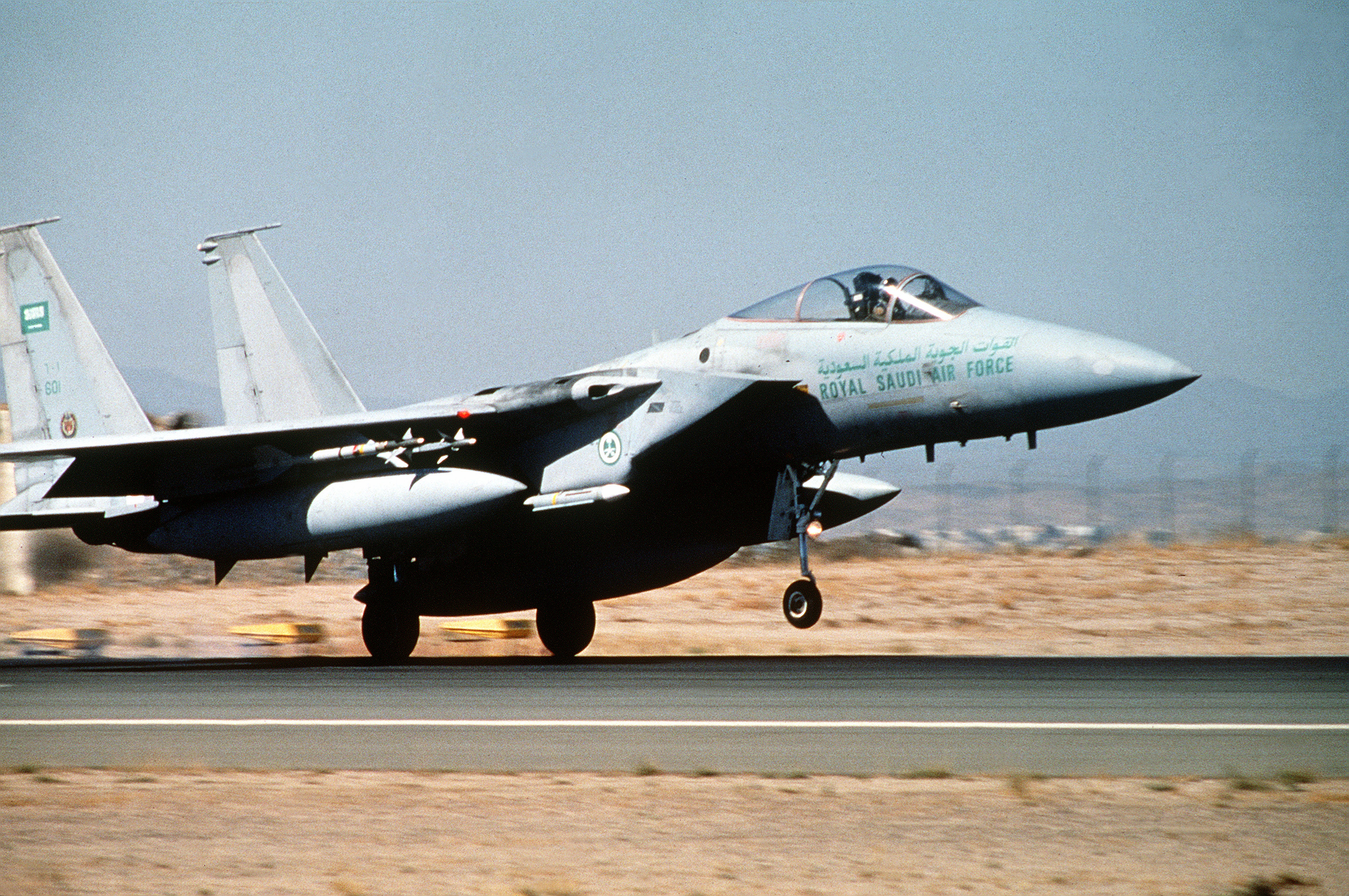
Een Saoedische F-15, Operatie Desert Shield, mei 1992.

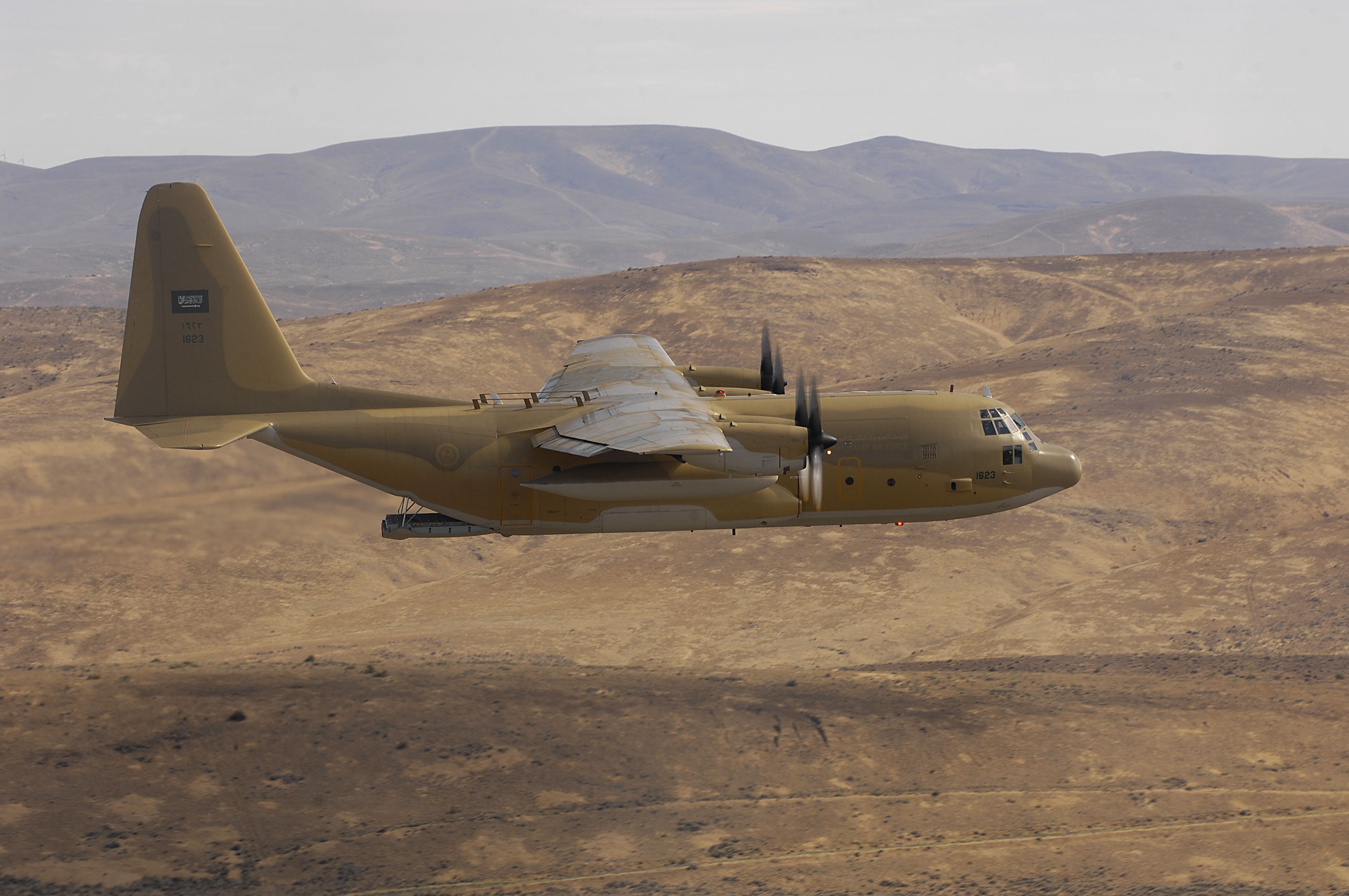
Een Saoedisch C-130-transportvliegtuig, jul 2007.

| Toestel                                | Versie(s)                              | # (or.)     | Rol                                 | Herkomst                   |             |
| Vliegtuigen                            | Vliegtuigen                            | Vliegtuigen | Vliegtuigen                         | Vliegtuigen                | Vliegtuigen |
| -------------------------------------- | -------------------------------------- | ----------- | ----------------------------------- | -------------------------- | ----------- |
| Airbus A330 MRTT                       |                                        | 6           | Transport-tankvliegtuig             | Europese Unie              |             |
| Airbus A340                            | A340-213                               | 1           | Transport                           | Europese Unie              |             |
| BAe 125                                | 800B                                   | 4           | Transport                           | Verenigd Koninkrijk        |             |
| BAe Hawk                               | Mk.65 Mk.65A                           | 30 20       | Jetopleiding                        | Verenigd Koninkrijk        |             |
| British Aerospace Jetstream            | 31                                     | 2           | Opleiding                           | Verenigd Koninkrijk        |             |
| Boeing 747                             | 747-300 747SP                          | 2           | VIP                                 | Verenigde Staten           |             |
| Boeing 757                             |                                        | 1           | Medisch transport                   | Verenigde Staten           |             |
| Boeing Business Jet                    | BBJ1 BBJ2                              | 1           | Transport                           | Verenigde Staten           |             |
| Boeing E-3 Sentry                      |                                        | 5           | AEWCS                               | Verenigde Staten           |             |
| Boeing F-15 Eagle/Strike Eagle         | F-15C F-15D F-15S                      | 57 25 71    | Gevecht                             | Verenigde Staten           |             |
| Boeing KE-3A                           |                                        | 8           | Luchttanker                         | Verenigde Staten           |             |
| CASA CN-235                            | CN-235 M-10                            | 4           | Transport                           | Spanje                     |             |
| Cessna 550 Citation                    | C550                                   | 4           | Transport                           | Verenigde Staten           |             |
| Eurofighter Typhoon                    | F.2                                    | 72          | Luchtverdediging                    | Europese Unie              |             |
| Gulfstream III                         |                                        | 2           | Transport                           | Verenigde Staten           |             |
| Gulfstream V                           |                                        | ?           | Medisch transport                   | Verenigde Staten           |             |
| Lockheed C-130 Hercules/L-130 Hercules | C-130E C-130H KC-130H VC-130H L-130-30 | 42+3        | Transport Luchttanker VIP Transport | Verenigde Staten           |             |
| Learjet 35                             | 35A                                    | 2           | Transport                           | Verenigde Staten           |             |
| McDonnell Douglas MD-11                |                                        | 1           | Transport                           | Verenigde Staten           |             |
| MFI-395 Super Mushshak                 |                                        | 20          | Opleiding                           | Pakistan                   |             |
| Northrop F-5 Freedom Fighter           | F-5A F-5B                              | 110         | Opleiding                           | Verenigde Staten           |             |
| Panavia Tornado                        | IDS ADV                                | 87 24       | Grondaanval Gevecht                 | Verenigd Koninkrijk        |             |
| Pilatus PC-9                           |                                        | 50          | Opleiding                           | Zwitserland                |             |
| Reims Cessna F172                      | F-172G F-172H F-172M                   | 8           | Opleiding                           | Frankrijk Verenigde Staten |             |
| Helikopters                            |                                        |             |                                     |                            |             |
| Agusta-Bell 212                        |                                        | 27          | Transport                           | Italië Verenigde Staten    |             |
| Agusta-Bell AS-61                      | AS-61 A-4                              | 3           | Transport                           | Italië Verenigde Staten    |             |
| Bell 205                               |                                        | 24          | Transport                           | Verenigde Staten           |             |
| Bell 406 Combat Scout                  | 406CS                                  | 13          | Aanval                              | Verenigde Staten           |             |
| Bell 412                               | 412EP                                  | 2           | Transport                           | Verenigde Staten           |             |
| Boeing AH-64 Apache                    | AH-64A                                 | 12          | Aanval                              | Verenigde Staten           |             |
| Eurocopter Cougar                      | AS-532M                                | 12          | SAR                                 | Frankrijk                  |             |
| Eurocopter Dauphin                     | SA-365F SA-365N                        | 24          | Marine Medisch                      | Frankrijk                  |             |
| Eurocopter Super Puma                  | AS-332F                                | 13          | Marine                              | Frankrijk                  |             |
| Kawasaki Vertol 107                    |                                        | 18          | Transport                           | Japan Verenigde Staten     |             |
| Mil Mi-17                              |                                        | 120         | Transport                           | Rusland                    |             |
| Mil Mi-24                              | Mi-35                                  | 30          | Aanval                              | Rusland                    |             |
| Sikorsky S-60/UH-60 Black Hawk         | S-70 A-1 S-70 A-1L VH-60L              | 12+18       | Transport                           | Verenigde Staten           |             |